# Federação Eslovena de Hóquei no Gelo
A Federação Eslovena de Hóquei no Gelo é o órgão que dirige e controla o hóquei no gelo da Eslovênia, comandando as competições nacionais e a seleção nacional.